# Зорька (Березинський район)
Зорька (біл. вёска Зорька) — село в складі Березинського району Мінської області, Білорусь. Село підпорядковане Селібській сільській раді, розташоване в східній частині області.